# Степанюк Євгеній Володимирович
Степанюк Євгеній Володимирович  (народився 20.02.1989 року у місті Львів) — капітан Збройних Сил України, командир мінометної батареї 207 окремого батальйону 241-ї окремої бригади територіальної оборони (Україна), учасник російсько-української війни. Лицар ордена Богдана Хмельницького III ступеня, Лицар ордена Богдана Хмельницького II ступеня

## Життєпис
До 2022 року працював в Києві адвокатом, а на початку повномасштабної війни з російською федерацію добровольцем пішов служити до лав Збройних Сил України (207 окремий батальйон Територіальної оборони). Свій шлях в березні 2022 року почав з посади командира першого мінометного взводу мінометної батареї (старший офіцер на батареї), а в подальшому, в листопаді 2023 року його було призначено на посаду командира мінометної батареї. Брав участь в бойових діях на сході України (Соледарський, Бахмутський, Курахівський, Времівський, Оріхівський напрямки).

## Військові звання
- капітан (29.05.2024)
- старший лейтенант (29.05.2023)
- лейтенант (29.05.2022)
- молодший лейтенант (25.11.2010)

## Державні нагороди
- Орден Богдана Хмельницького III ступеня (02 серпня 2024)[1]
- Орден Богдана Хмельницького II ступеня (26 лютого 2025)[2]